# Rali do Paraguai
O Rali do Paraguai é um evento internacional de ralis com sede em Encarnación, Itapúa, no sudeste do Paraguai.
O rali irá sediar o evento do WRC a partir de 2025, após a assinatura de um acordo plurianual, o que significa que o Paraguai se tornará o trigésimo oitavo país a sediar uma etapa do campeonato do WRC. 
Para preparar a sua estreia no WRC em agosto de 2025, uma edição experimental com a designação 1.º Petrobras Rally del Paraguay foi realizado em setembro de 2024 tendo por base os troços do Rally Trans Itapúa, que continua a decorrer paralelamente na sua data original.

## Palmarés
| Ano  | Vencedor                              | Carro                  | Equipa                              | Série           |
| ---- | ------------------------------------- | ---------------------- | ----------------------------------- | --------------- |
| 2024 | Marco Bulacia Wilkinson Diego Vallejo | Volkswagen Polo GTI R5 | ABR South America by MG Rally Works | Camp. Paraguaio |